# Beaujeu (Alpes-de-Haute-Provence)
Beaujeu ist eine französische Gemeinde mit 122 Einwohnern (Stand 1. Januar 2022) in der Region Provence-Alpes-Côte d’Azur. Sie gehört zum Département Alpes-de-Haute-Provence, zum Arrondissement Digne-les-Bains und zum Kanton Seyne.

## Geografie

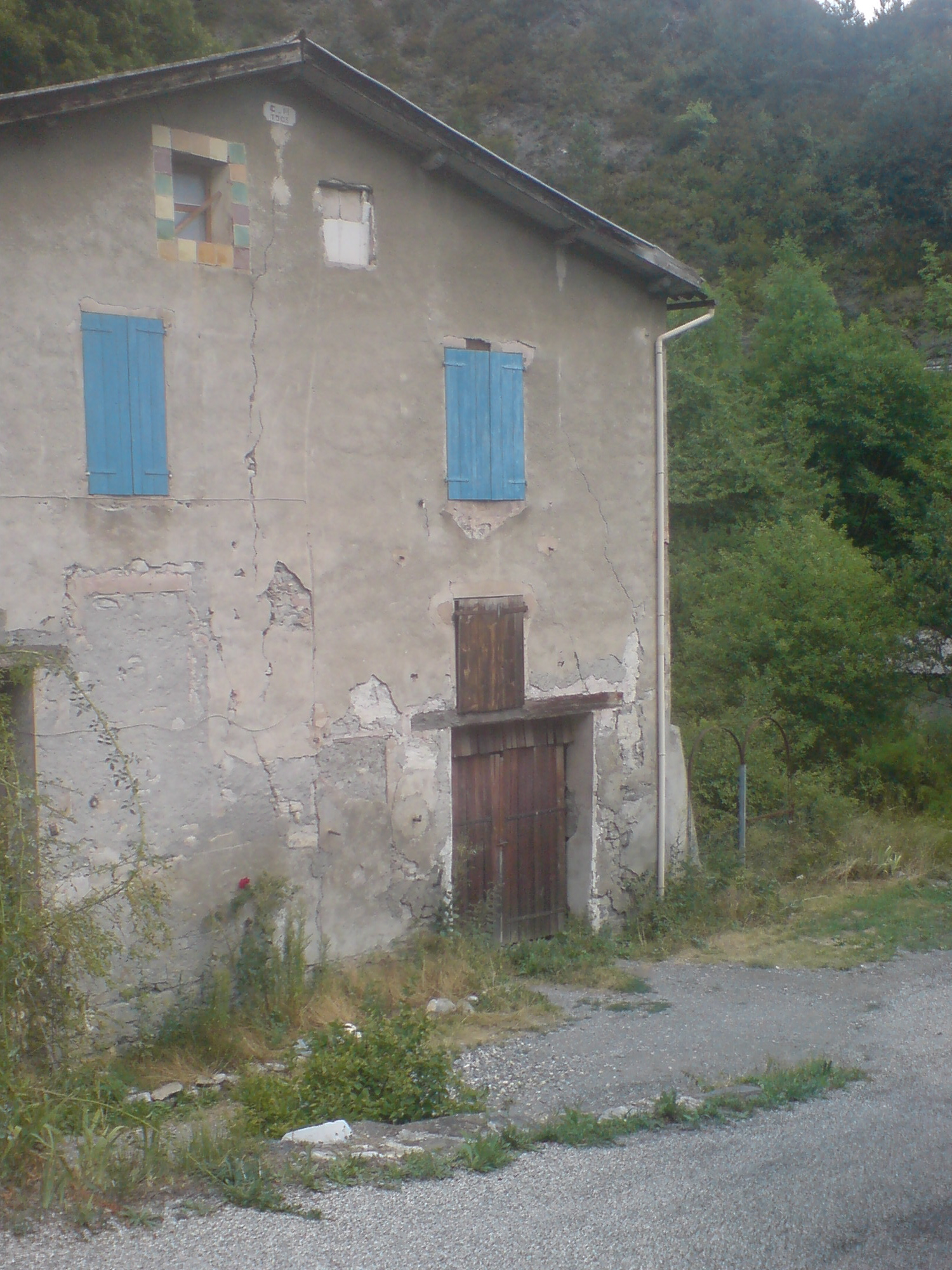
Alte Relaisstation in Beaujeu

Das Dorf liegt am Arigéol, einem rechten Nebenfluss der Bléone, auf einer Höhe von 880 Meter über Meer rund 20 Kilometer nordöstlich von Digne-les-Bains.
Die Streusiedlung umfasst folgende Weiler: Boullard, Le Clucheret, l’Escale, Fonfrède, Le Labouret, Saint-Pierre, Les Traverses-Hautes und Le Villard. Zum Gemeindegebiet zählen auch folgende Berggipfel: Sommet du Blayeul (2189 m), Sommet de Chappe (1667 m) und der Col du Labouret (1240 m) an der Route départementale 900. Sie bestehen aus schwarzem Schiefer (frz. schiste).

## Geschichte
Der Ort wurde 1147 erstmals als Beljog urkundlich erwähnt, aber eine Motte, die man schlicht La Tour („der Turm“) nannte, wurde bereits im 11. Jahrhundert errichtet. Die Baronie Beaujeu erstreckte sich über die ehemaligen Gemeinden Mariaud und Clucheiret. Auf der Passstraße route du col de Labouret wurde im Spätmittelalter eine Maut eingezogen. Während der Französischen Revolution wurde im Ort 1792 ein politischer Klub gegründet.

### Toponomastik
Der Ortsname leitet sich vom Lateinischen bellum jugum ab, was so viel wie „schönes (Berg-)Joch“ heißt. Über die okzitanische Aussprache kam es aber zu einer Verballhornung und der Begriff mutierte zu bèl joc, was in der französischen Hochsprache beau jeu („schönes Spiel“) bedeutet.

### Bevölkerungsentwicklung
| Jahr      | 1962 | 1968 | 1975 | 1982 | 1990 | 1999 | 2007 | 2016 |
| --------- | ---- | ---- | ---- | ---- | ---- | ---- | ---- | ---- |
| Einwohner | 121  | 92   | 110  | 109  | 129  | 152  | 155  | 133  |

1315 hatte Beaujeu nach einem Brand noch 103 Einwohner, 1471 waren es nach einem weiteren Brand nur noch 18. 1793 hatte das Dorf 372 Einwohner, 1831 erreichte die Bevölkerungszahl mit 450 ihren Höhepunkt. Danach begann ein stetiger Abwärtstrend, die Bevölkerung fiel bis auf 92 Einwohner im Jahr 1968.

## Sehenswürdigkeiten
- Kirche église de l’Assomption im Weiler Saint-Pierre
- Kirche église de la Transfiguration im Weiler Boullard (erbaut 1824)
- Kirche église Notre-Dame-de-l’Assomption in Beaujeu (16. bis 19. Jahrhundert)
- An der Straße nach Le Labouret sind zwei Relaisstationen erhalten geblieben: eine im Dorfkern und die andere am Fuße des Passes, dessen Aufstieg sehr beschwerlich war.